# Conestoga (cohete)

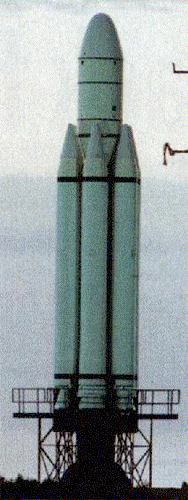
El primer y único Conestoga 1620 en su rampa de lanzamiento.

El Conestoga fue un lanzador orbital estadounidense de bajo coste hecho a base de etapas de misiles Minuteman con aceleradores añadidos. Fue el primer cohete comercial privado del mundo, aunque solo utilizado tres veces antes de que el programa se cancelara por falta de fondos.

## Versiones
Debido al diseño modular del Conestoga existía un gran número de posibles configuraciones. Las versiones estaban codificadas del siguiente modo:
- la primera cifra es el tipo de motor
- la segunda es el número de motores que rodean a la etapa principal
- la tercera es el tipo de etapa principal
- la cuarta cifra es el tipo de segunda etapa

| Versién        | Etapas | Etapa 1          | Etapa 2        | Etapa 3        | Etapa 4  | Etapa 5  | Carga (kg) |
| -------------- | ------ | ---------------- | -------------- | -------------- | -------- | -------- | ---------- |
| Conestoga 1229 | 4      | 2 Castor-4B      | 1 Castor-4B    | Star-48V       | HMACS    | -        | 363 kg     |
| Conestoga 1379 | 4      | 3 Castor-4B      | 1 Castor-4B    | Star-63V       | HMACS    | -        | 770 kg     |
| Conestoga 1620 | 4      | 4 Castor-4A/B    | 2 Castor-4B    | 1 Castor-4B    | Star-48V | -        | 1179 kg    |
| Conestoga 1669 | 5      | 4 Castor-4A/B    | 2 Castor-4B    | 1 Castor-4B    | Star-63D | HMACS    | 1361 kg    |
| Conestoga 1679 | 5      | 4 Castor-4A/B    | 2 Castor-4B    | 1 Castor-4B    | Star-63V | HMACS    | 1497 kg    |
| Conestoga 3632 | 5      | 4 Castor-4A/B-XL | 2 Castor-4B-XL | 1 Castor-4B-XL | Orion-50 | Star-48V | 2141 kg    |